# Tina
|  | Per a altres significats, vegeu «Tina (desambiguació)». |

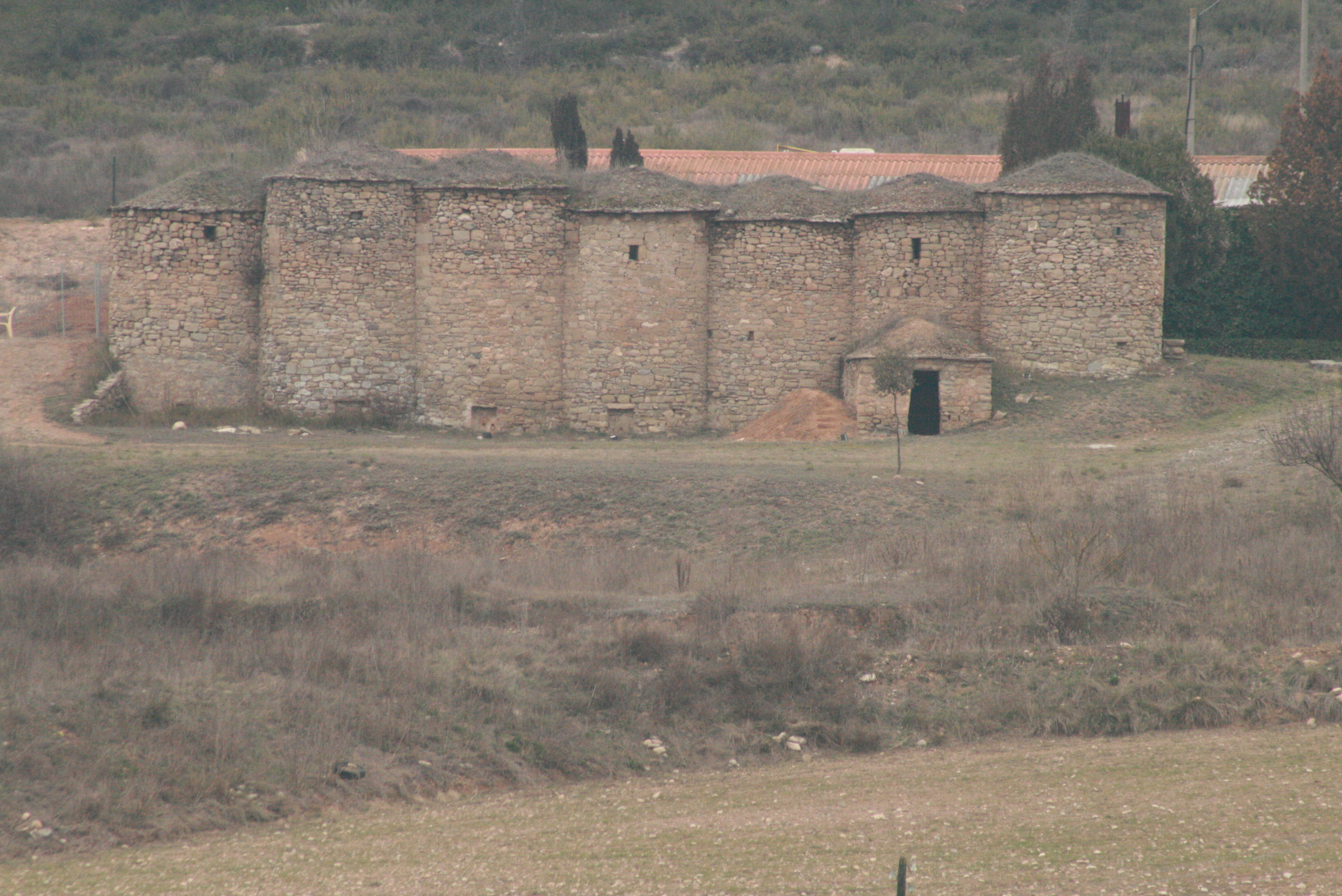
Tines al mig de la vinya, al municipi de Talamanca.

Una tina és qualsevol recipient o dipòsit, generalment de grans dimensions, destinat a follar-hi els raïms, el cup per a fer vi, el lloc on hom assaona les pells, etc.
Molt sovint el terme tina es refereix tan solament al dipòsit utilitzat ja sia durant el procés de vinificació o durant l'emmagatzematge de vi, que també es pot anomenar cup o trull.
Les formes de les tines antigues acostumaven a ser cilíndriques i els materials més habituals eren la fusta resistent a la humitat, la rajola ceràmica o la pedra de construcció impermeabilitzada amb materials terrosos. Tenien l'entrada del raïm per dalt i la sortida del líquid per sota. Podien restar obertes i si es tapaven no eren hermètiques.
Eren construccions permanents que no es podien traslladar excepte en els casos de tines de dimensions reduïdes (normalment fetes de fusta però més grans que un barril) que podien ser transportades amb carros i aleshores es feia el vi en el lloc on estava la vinya per tal d'evitar el desplaçament del gran volum que representava el raïm. Segons l'enòleg Miquel Palau «Pels terrenys abruptes, per la dificultat de portar el raïm fins als masos, i per un tema d'eficiència de costos, era molt més eficient fermentar el vi a peu de vinya i vendre'l a peu de tina que no portar-lo fins al mas.»
Encara que la imatge habitual fa pensar que en temps antics es feia la premsada del raïm trepitjant amb els peus, dalt la tina, en realitat s'utilitzaven premses mecàniques (a vegades molt senzilles a base de pedres) ja des dels temps dels egipcis, perquè el rendiment o grau d'extracció de líquid obtingut amb els peus és molt minso comparat amb la premsada.
En tines antigues el control de la fermentació és molt difícil per la dificultat de fer els trafegaments i remuntatges de la massa en fermentació i la qualitat del vi era a vegades molt deficient per aquesta causa.
Actualment per tal de mantenir durant la vinificació la fermentació amb una temperatura controlada les tines es fan d'acer inoxidable o de resina sintètica, fibra de vidre i altres materials artificials. Incorporen generalment un sistema per saber en tot moment el nivell del líquid i tota mena de sensors de temperatura, pressió, etc. que permeten el control de les operacions de vinificació. El 2014 un celler del Bages va recuperar una de les rares tines de pedra seca encara intactes al mig d'una vinya per fer un experiment de fer el vi com abans. Els resultat va fascinar el enòlegs que hi van participar.